# Jonathan Painchaud
Jonathan Painchaud (né aux Îles de la Madeleine, le 17 septembre 1974) est un chanteur et un auteur-compositeur-interprète québécois. Il est le chanteur de l'ancien groupe musical Okoumé puis poursuit sa carrière en tant qu'artiste solo et enfin en tant que membre du groupe Salebarbes.

## Biographie
Né d'un père musicien, Jonathan Painchaud grandit dans la musique avec son frère Éloi aux Îles de la Madeleine. Lors de sa jeunesse, Painchaud affirme avoir été un « rat d'arcades ».
Après avoir déménagé à Québec, il fonde, avec son frère et d'autres musiciens, le groupe Okoumé.
Après la séparation du groupe, les frères Painchaud préparent l'album Au nom du père à l'automne 2001, qui sortira en janvier 2002.
Après avoir joué le businessman dans la pièce Le Petit Prince, Jonathan Painchaud sort C'est la vie (2005), son premier album solo. Il en sort quatre autres par la suite, Qu'on se lève (2007), La dernière des arcades (2010), Mon cœur collé au tien (2013) et La tête haute (2016).
L'année 2011 en est une grande pour Jonathan Painchaud puisqu'il devient porte-parole du Supermotocross Monster Energy, évènement majeur ayant lieu au Stade olympique de Montréal et auquel il participera lui-même. Jonathan lance également une nouvelle pièce inspirée d'un autre sport qui le passionne: le hockey. Partis pour la gloire reçoit un accueil chaleureux sur les radios à Montréal et est disponible en vente sur iTunes.
À l’automne 2014, il présente, avec la participation exceptionnelle d’Okoumé, le spectacle 40 ans de vie, 20 ans de bruit à l’occasion du festival Coup de cœur francophone.
Il signe aussi Les héros, l’une des populaires chansons extraites de la trame sonore du film La guerre des tuques 3D et parue à l’automne 2015. 
Jonathan Painchaud est père d'une fille.

## Vidéographie
1. C'est la vie
2. Comme un con
3. Les vieux chums
4. Pousse Pousse
5. Laisse toi pas détruire
6. Qu'on se lève
7. Le kid
8. Si t'es vivant
9. Dans le sang et l'encre
10. Seul à seul
11. Bruce Lee vs Chuck Norris
12. Fais-toi s'en pas
13. Pour de vrai
14. Petite poupée